# صادق‌آباد (ریزآب)
صادق‌آباد یک روستا در ایران است که در دهستان ریزآب شهرستان نی‌ریز واقع شده‌است. صادق‌آباد ۱۸۸ نفر جمعیت دارد.